# Franse parlementsverkiezingen 1978
De Franse parlementsverkiezingen van 1978 vonden op 12 en 19 maart 1978 plaats. Het waren de zesde legislatieve verkiezingen ten tijde van de Vijfde Franse Republiek. De verkiezingen werden gewonnen door de coalitie van gaullistische en centristische partijen. Ze verloren 16 zetels in de Nationale Vergadering, maar behielden toch een ruime meerderheid. Op 20 april kreeg de regering-Barre III het vertrouwen van het parlement.

## Uitslagen
| Partij of Coalitie                                   | Partij of Coalitie                              | Afkorting                               | Stemmen 1e ronde | % 1e ronde | Zetels 2e ronde |
| ---------------------------------------------------- | ----------------------------------------------- | --------------------------------------- | ---------------- | ---------- | --------------- |
|                                                      | Rassemblement pour la République                | RPR                                     | 6.462.462        | 22,62      | 150             |
|                                                      | Union pour la démocratie française              | UDF                                     | 6.128.849        | 21,45      | 121             |
|                                                      | UDF-Parti républicain                           | PR                                      | 2.968.014        | 10,56      | 71              |
|                                                      | UDF-Centre des démocrates sociaux               | CDS                                     | 1.452.025        | 5,17       | 35              |
|                                                      | UDF-Parti radical                               | RAD                                     | 533.405          | 1,90       | 7               |
|                                                      | UDF-Mouvement démocrate socialiste de France    | MDSF                                    | 116.235          | 0,41       | 7               |
|                                                      | UDF-Majorité présidentielle                     | MAJ                                     | 186.467          | 0,66       | 16              |
|                                                      | UDF-Centre national des indépendants et paysans | CNIP                                    | 259.911          | 0,93       | 1               |
| Presidentiële Meerderheid & het centrum              | Presidentiële Meerderheid & het centrum         | Presidentiële Meerderheid & het centrum | 13.276.296       | 46,46      | 287             |
|                                                      |                                                 |                                         |                  |            |                 |
|                                                      | Parti socialiste                                | PS                                      | 6.451.151        | 22,58      | 104             |
|                                                      | Parti communiste français                       | PCF                                     | 5.870.402        | 20,55      | 86              |
|                                                      | Mouvement de la gauche radicale-socialiste      | MGRS                                    | 603.932          | 2,11       | 10              |
| Linkse oppositie                                     | Linkse oppositie                                | Linkse oppositie                        | 12.925.485       | 45,24      | 200             |
|                                                      |                                                 |                                         |                  |            |                 |
|                                                      | Overigen (w.o. de Parti socialiste unifié)      |                                         | 793.274          | 2,77       | 1 (PSU)         |
|                                                      | Ecologistes                                     | ECO                                     | 621.100          | 2,14       | -               |
|                                                      | Extrême gauche                                  | EXG                                     | 953.088          | 3,33       | -               |
|                                                      |                                                 |                                         |                  |            |                 |
|                                                      | Totaal                                          |                                         | 28.560.243       | 100        | 488             |
| Onthoudingen : 17,22 % (1e ronde) 15,34 % (2e ronde) |                                                 |                                         |                  |            |                 |

### Samenstelling in deNationale Vergadering
| Groepering          | Leden | Andere fractieleden | Totaal |
| ------------------- | ----- | ------------------- | ------ |
| RPR                 | 143   | 11                  | 154    |
| UDF                 | 108   | 15                  | 123    |
| Socialiste          | 102   | 11                  | 113    |
| Communiste          | 86    | 0                   | 86     |
| Niet-ingeschrevenen | 15    | -                   | 15     |
| Totaal              | 454   | 37                  | 491    |